# Acacia deuteroneura
Acacia deuteroneura är en ärtväxtart som beskrevs av Leslie Pedley. Acacia deuteroneura ingår i släktet akacior, och familjen ärtväxter. Inga underarter finns listade i Catalogue of Life.